# Freestyle-Skiing-Juniorenweltmeisterschaften 2024
Die 17. FIS Freestyle-Skiing-Juniorenweltmeisterschaften fanden vom 22. bis zum 30. März 2024 in Livigno bzw. Mottolino in den Disziplinen Slopestyle und Big Air, sowie vom 3. bis zum 6. April 2024 in Chiesa in Valmalenco in den Disziplinen Moguls und Aerials sowie am 14. und 15. April in Idre Fjäll im Skicross statt. Der Wettkampf der Herren im Big Air sowie der Dual Moguls Mannschaftswettbewerb mussten abgesagt werden.

## Medaillenspiegel
| Platz  | Land                   | Gold | Silber | Bronze | Gesamt |
| ------ | ---------------------- | ---- | ------ | ------ | ------ |
| 1      | Kanada                 | 4    | 3      | 1      | 8      |
| 2      | Deutschland            | 2    | 2      | 1      | 5      |
| 3      | Vereinigte Staaten     | 1    | 2      | 3      | 6      |
| 4      | Volksrepublik China    | 1    | 2      | –      | 3      |
| 5      | Japan                  | 1    | 1      | 2      | 4      |
| 6      | Kasachstan             | 1    | 1      | –      | 2      |
| 7      | Vereinigtes Königreich | 1    | –      | 1      | 2      |
| 8      | Italien                | 1    | –      | –      | 1      |
| 8      | Norwegen               | 1    | –      | –      | 1      |
| 10     | Südkorea               | –    | 2      | –      | 2      |
| 11     | Ukraine                | –    | –      | 3      | 3      |
| 12     | Estland                | –    | –      | 1      | 1      |
| 12     | Schweden               | –    | –      | 1      | 1      |
| Gesamt | Gesamt                 | 13   | 13     | 13     | 39     |

## Ergebnisse Frauen

### Aerials
| Platz | Land                | Sportlerin         | Punkte |
| ----- | ------------------- | ------------------ | ------ |
| 1     | Volksrepublik China | Shen Jinyi         | 84,42  |
| 2     | Volksrepublik China | Yang Xinyi         | 80,32  |
| 3     | Ukraine             | Anhelina Brykina   | 78,75  |
| 4     | Volksrepublik China | Wang Xue           | 53,55  |
| 5     | Volksrepublik China | Wang Qixian        | 50,71  |
| 6     | Kanada              | Alexandra Montminy | 40,31  |

Datum: 4. April 2024 in Chiesa in Valmalenco

### Moguls
| Platz | Land               | Sportlerin          | Punkte |
| ----- | ------------------ | ------------------- | ------ |
| 1     | Kasachstan         | Anastassija Gorodko | 71,89  |
| 2     | Japan              | Marin Ito           | 71,35  |
| 3     | Japan              | Yuma Taguchi        | 69,96  |
| 4     | Vereinigte Staaten | Kylie Kariotis      | 68,26  |
| 5     | Schweden           | Nicolina Stenkula   | 35,29  |
| 6     | Frankreich         | Marie Duaux         | 27,73  |

Datum: 5. April 2024 in Chiesa in Valmalenco

### Dual Moguls
| Platz | Land               | Sportlerin          | Punkte |
| ----- | ------------------ | ------------------- | ------ |
| 1     | Vereinigte Staaten | Kylie Kariotis      | 20,00  |
| 2     | Kasachstan         | Anastassija Gorodko | 15,00  |
| 3     | Japan              | Yuma Taguchi        | 20,00  |
| 4     | Japan              | Marin Ito           | 15,00  |
| 5     | Kanada             | Flavie Lamontagne   | 17,00  |
| 6     | Japan              | Nanami Mizunuma     | 16,00  |
| 7     | Vereinigte Staaten | Olivia Maurais      | 13,00  |
| 8     | Schweden           | Nicolina Stenkula   | –      |

Datum: 6. April 2024 in Chiesa in Valmalenco

### Skicross
| Platz | Land               | Sportlerin              |
| ----- | ------------------ | ----------------------- |
| 1     | Kanada             | Emeline Bennett         |
| 2     | Deutschland        | Veronika Redder         |
| 3     | Schweden           | Uma Kruse Een           |
| 4     | Deutschland        | Mattli Fersch           |
| 5     | Vereinigte Staaten | Morgan Shute            |
| 6     | Tschechien         | Diana Cholenska         |
| 7     | Japan              | Lin Nakanishi           |
| 8     | Deutschland        | Leonie Bachl-Staudinger |

Datum: 14. April 2024 in Idre Fjäll

### Slopestyle
| Platz | Land               | Sportlerin       | Punkte |
| ----- | ------------------ | ---------------- | ------ |
| 1     | Deutschland        | Muriel Mohr      | 92,00  |
| 2     | Vereinigte Staaten | Eleanor Andrews  | 87,66  |
| 3     | Kanada             | Avery Krumme     | 84,66  |
| 4     | Vereinigte Staaten | Kathryn Gray     | 82,00  |
| 5     | Italien            | Flora Tabanelli  | 77,66  |
| 6     | Italien            | Maria Gasslitter | 68,66  |
| 7     | Frankreich         | Honey Smith      | 57,00  |
| 8     | Japan              | Kiho Sugawara    | 51,33  |

Datum: 26. März 2024 in Livigno-Mottolino

### Big Air
| Platz | Land               | Sportlerin      | Punkte |
| ----- | ------------------ | --------------- | ------ |
| 1     | Italien            | Flora Tabanelli | 91,00  |
| 2     | Deutschland        | Muriel Mohr     | 86,66  |
| 3     | Ukraine            | Mariia Aniichyn | 78,66  |
| 4     | Kanada             | Avery Krumme    | 75,66  |
| 5     | Japan              | Kiho Sugawara   | 75,33  |
| 6     | Vereinigte Staaten | Eleanor Andrews | 72,33  |
| 7     | Vereinigte Staaten | Kathryn Gray    | 70,66  |
| 8     | Dänemark           | Silje Kinkead   | 66,00  |

Datum: 30. März 2024 in Livigno-Mottolino

## Ergebnisse Männer

### Aerials
| Platz | Land               | Sportler           | Punkte |
| ----- | ------------------ | ------------------ | ------ |
| 1     | Kanada             | Alexandre Duchaine | 102,57 |
| 2     | Kanada             | Miha Fontaine      | 101,79 |
| 3     | Vereinigte Staaten | Connor Curran      | 98,70  |
| 4     | Kanada             | Elliot Beauregard  | 90,48  |
| 5     | Vereinigte Staaten | Ian Schoenwald     | 70,59  |
| 6     | Kanada             | Gabriel Dion       | 67,47  |

Datum: 4. April 2024 in Chiesa in Valmalenco

### Moguls
| Platz | Land                   | Sportler         | Punkte |
| ----- | ---------------------- | ---------------- | ------ |
| 1     | Vereinigtes Königreich | Mateo Jeannesson | 79,60  |
| 2     | Südkorea               | Jung Dae-yoon    | 78,46  |
| 3     | Vereinigte Staaten     | Asher Michel     | 75,77  |
| 4     | Japan                  | Ikkei Fujimura   | 74,71  |
| 5     | Vereinigte Staaten     | Porter Huff      | 66,02  |
| 6     | Kanada                 | Quinn Dawson     | 27,77  |

Datum: 5. April 2024 in Chiesa in Valmalenco

### Dual Moguls
| Platz | Land                   | Sportler              | Punkte |
| ----- | ---------------------- | --------------------- | ------ |
| 1     | Japan                  | Ikkei Fujimura        | 35,00  |
| 2     | Südkorea               | Jung Dae-yoon         | –      |
| 3     | Vereinigtes Königreich | Mateo Jeannesson      | 28,00  |
| 4     | Vereinigte Staaten     | Asher Michel          | 7,00   |
| 5     | Kanada                 | Cole Carey            | 15,00  |
| 6     | Spanien                | Oliver Verdaguer Forn | 15,00  |
| 7     | Vereinigte Staaten     | Charlie Mickel        | 14,00  |
| 8     | Kanada                 | Jeremy Sauvageau      | –      |

Datum: 6. April 2024 in Chiesa in Valmalenco

### Skicross
| Platz | Land                   | Sportler            |
| ----- | ---------------------- | ------------------- |
| 1     | Kanada                 | Kaleb Barnum        |
| 2     | Kanada                 | Nicholas Katrusiak  |
| 3     | Deutschland            | Till Hugenroth      |
| 4     | Vereinigtes Königreich | Scott Johns         |
| 5     | Deutschland            | Niklas Höller       |
| 6     | Schweden               | William Young Shing |
| 7     | Schweden               | Måns Abersten       |
| 8     | Deutschland            | Nico Offenwanger    |

Datum: 14. April 2024 in Idre Fjäll

### Slopestyle
| Platz | Land               | Sportler         | Punkte |
| ----- | ------------------ | ---------------- | ------ |
| 1     | Norwegen           | Frank Wahlström  | 91,00  |
| 2     | Vereinigte Staaten | Henry Townshend  | 89,00  |
| 3     | Estland            | Henry Sildaru    | 85,33  |
| 4     | Finnland           | Elias Lajunen    | 78,00  |
| 5     | Kanada             | Matthew Lepine   | 82,00  |
| 6     | Finnland           | Severi Silvander | 70,00  |
| 7     | Tschechien         | Petr Müller      | 64,66  |
| 8     | Kanada             | Jacob Durepos    | 55,66  |

Datum: 26. März 2024 in Livigno-Mottolino

## Ergebnisse Mixed

### Aerials Mannschaft
| Platz | Land                  | Sportler                                             | Punkte |
| ----- | --------------------- | ---------------------------------------------------- | ------ |
| 1     | Kanada 1              | Alexandra Montminy Miha Fontaine Alexandre Duchaine  | 287,59 |
| 2     | Volksrepublik China 1 | Shen Jinyi Yang Yuheng Li Neng                       | 280,60 |
| 3     | Ukraine               | Anhelina Brykina Zakhar Maksymchuk Maksym Kuznietsov | 245,96 |
| 4     | Vereinigte Staaten    | Kyra Dossa Ian Schoenwald Connor Curran              | 235,87 |
| 5     | Volksrepublik China 2 | Yang Xinyi Yu Shengzhe Huang Qinhuai                 | 257,69 |
| 6     | Kanada 2              | Rosalie Gagnon Elliot Beauregard Gabriel Dion        | 242,76 |

Datum: 5. April 2024 in Chiesa in Valmalenco

### Skicross Mannschaft
| Platz | Land                 | Sportler                              |
| ----- | -------------------- | ------------------------------------- |
| 1     | Deutschland 1        | Till Hugenroth Veronika Redder        |
| 2     | Kanada 1             | Nicholas Katrusiak Emeline Bennet     |
| 3     | Vereinigte Staaten 1 | Jack Mitchell Morgan Shute            |
| 4     | Deutschland 3        | Niklas Höller Leonie Bachl-Staudinger |
| 5     | Schweden 1           | William Young Shing Uma Kurse Een     |
| 6     | Schweiz 1            | Thomas Kolly Chiara von Moos          |
| 7     | Schweden 2           | Måns Abersten Alexandra Nilsson       |
| 8     | Österreich 1         | Tammo Heldmann Magdalena Fritz        |

Datum: 15. April 2024 in Idre Fjäll